# 乔治·塞巴斯蒂安
乔治·塞巴斯蒂安（匈牙利語：György Sebestyén；1903年8月17日—1989年4月12日）是一位匈牙利裔法国指挥家，生于布达佩斯，去世于拉欧特维尔。擅长指挥瓦格纳和浪漫主义晚期作曲家的作品，包括布鲁克纳、馬勒、理查德·施特劳斯等。

## 生平与职业生涯概要
乔治·塞巴斯蒂安在布达佩斯的李斯特音乐学院学习钢琴与小提琴，之后转向作曲，在那裡他是巴托克、和的學生。1921年畢業後，他於1922年在慕尼黑參加了布鲁诺·瓦尔特的指揮課，同年加入了慕尼黑國家劇院，布鲁诺·瓦尔特時任該劇院首席指揮。
1923-24年乐季，塞巴斯蒂安前往纽约，擔任大都會歌劇院的助理指揮。回到歐洲後，在漢堡國立歌劇院（1924-1925年）和萊比錫布商大廈管弦樂團（1925-1927年）擔任指揮職務。1927年，塞巴斯蒂安被任命為柏林國立歌劇院整修後的第一任指揮，與老師暨首席指揮修復友好關係；在這裡，塞巴斯蒂安指揮了幾部印象深刻的柏林首演，例如巴托克的單幕歌劇蓝胡子公爵的城堡和恩斯特·克热内克的Jonny spielt auf等；此外，塞巴斯蒂安還開始專攻傳統的奧德歌劇曲目。1931年，塞巴斯蒂安搬到莫斯科，擔任莫斯科廣播樂團的首席指揮，1933年柴可夫斯基逝世四十週年之際指揮了柴可夫斯基的完整交響樂作品。1935年指挥了穆索尔斯基歌剧鲍里斯·戈东诺夫原版的首演。塞巴斯蒂安在1938年至1945年期間前往北美和南美指揮，包括舊金山歌劇院和宾夕法尼亚州的斯克蘭頓愛樂樂團。
第二次世界大战結束後回到歐洲，塞巴斯蒂安定居在巴黎，在那裡他成為巴黎歌劇院（專門從事瓦格納劇目）的首席指揮，並經常出現在喜歌劇院和法國主要廣播管絃樂隊法国国际广播电台的演出，同時也作為客座指揮在國外巡演。

## 外部參考
- Georges Sebastian （页面存档备份，存于）—參與錄音作品—Discogs（英文）
- Georges Sebastian's Profile at The Remington Site （页面存档备份，存于）（英文）